# Tiakur

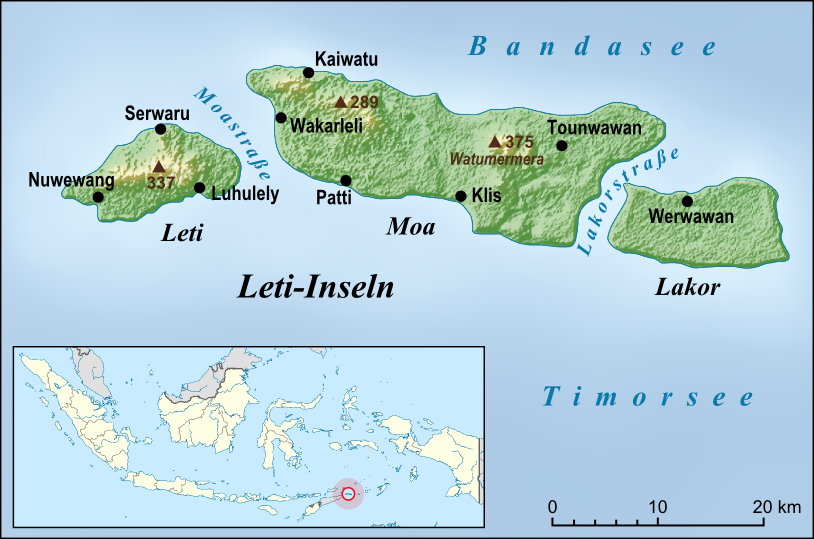
Die Leti-Inseln

Tiakur ist ein indonesischer Ort an der Westküste der Insel Moa (Kecamatan Pulau Moa, Leti-Inseln), an der Moastraße.

## Geographie und Geschichte
Tiakur wurde als Verwaltungssitz des am 16. September 2008 geschaffenen Regierungsbezirks (Kabupaten) der Südwestmolukken (Provinz Maluku) gegründet. Seit dem 26. November 2012 ist Tiakur der De-jure-Hauptort. Davor war Wonreli auf Kisar die De-facto-Hauptstadt.